# Purkot
Purkot (en népalais : पुर्कोट) est un comité de développement villageois du Népal situé dans le district de Tanahu. Au recensement de 2011, il comptait 7 188 habitants.